# Jannis Hain
Jannis Hain (* 8. Mai 1985 in München) ist ein deutscher Schauspieler, Sprecher und Autor deutsch-griechischer Abstammung.

## Leben
Jannis Hain wurde in München geboren und wuchs zweisprachig, teils auf dem spanischen Festland, auf Formentera und in München auf. Er besuchte die Waldorfschule in Daglfing und in Prien am Chiemsee, wo er auch erste Theatererfahrungen sammeln konnte. Nach der mittleren Reife besuchte er die Schauspielschule ISSA in München.
Es folgten Theaterauftritte am Stadttheater Heilbronn ebenso als Sänger und Tänzer. 2011 wurde Stephanie Paschke im Freiburger Wallgraben-Theater für ihre Regiearbeit für die Inszenierung des Wilhelm Tell ausgezeichnet, bei der Jannis Hain die Hauptrolle übernahm. 2018 folgten Theaterauftritte im festen Ensemble der Festspiele Burgrieden in der Rolle des Schweren Mokassins in der Karl-May-Inszenierung Der Sohn des Bärenjägers, bei der Hain als „heimlicher Star der Inszenierung“ bezeichnet wurde.
2013 spielte Hain eine durchgehende Hauptrolle, den Kommissar Florian Auer, in der Serie Lebenslänglich Mord" – Kommissar Wilflings Kriminalfälle. Es folgten Rollen bei Dahoam is Dahoam, SOKO 5113, Alles was zählt und Polizeiruf 110.
2019 übernahm Hain die Rolle des DDR-Grenzers Johannes Bauer in dem mehrfach ausgezeichneten Kurz-Film-Drama Verzeih mir, Vater.
In dem Kinofilm Caveman unter der Regie von Laura Lackmann spielte Jannis Hain die Rolle des Christian neben Laura Tonke und Moritz Bleibtreu.
Jannis Hain drehte in den Monaten Oktober und November 2024 in Frankreich für einen französischen Kinofilm:
"Les Enfants de la Résistance" (Die Kinder des Widerstands) unter der Regie von Christophe Barratier (bekannt aus: "Die Kinder des Monsieur Mathieu") einen Gestapo-Offizier. Der Film spielt im Jahre 1939–41 in dem von den Nazis besetzten Teil Frankreichs.
Drehorte sind: Mailly-le-Chateau und Chateau de Saint-Fargeau. Die Fertigstellung ist für Winter 2025 geplant.
Ob der Film in Deutschland gezeigt wird ist noch unklar.
Neben seiner Tätigkeit als Film- und Fernsehschauspieler ist Jannis Hain auch als Sprecher für Hörbücher, Hörspiele und als Synchronsprecher tätig.
Seit seiner Jugend schreibt Jannis Hain Gedichte, Kurzgeschichten, Aphorismen und hat somit den LichtWort Verlag ins Leben gerufen. Über den Verlag wird der Gedichtband „Geist-Blitz & Donnerwetter“ publiziert.
Ein weiteres Tätigkeitsfeld ist der Bereich des Life- und Businesscoachings. Jannis Hain coacht zu Themen wie: Kommunikation und Präsentation, Korrespondenztraining, Motivation, Konfliktmanagement, Telefontraining und Networking.

## Filmographie (Auswahl)
- 2013: Lebenslänglich Mord – Kommissar Wilflings Kriminalfälle (TV-Serie)
- 2014: Dahoam is Dahoam (TV-Serie)
- 2015: SOKO 5113 München (TV-Serie)
- 2020: Verzeih mir, Vater (Kurzfilm)
- 2021: Abgeschieden (Kurzfilm)
- 2021: Der Lauf des Lebens (Kurzfilm)
- 2022: Polizeiruf 110 – Paranoia (TV-Serie)
- 2022: Alles was zählt (TV-Serie)
- 2023: Caveman (Kino)
- 2024: Die Rosenheim Cops (TV-Serie)
- 2024: Les enfants de la Resistance (Kino)

## Theater (Auswahl)
- 2009: Feuerwerk, Stadttheater Heilbronn, Regie: Paul Burkhard
- 2010: Kiss me Kate, Stadttheater Heilbronn, Regie: Elisabeth Stöppler
- 2011: Exit Europa, Stadttheater Heilbronn, Regie Axel Vornam
- 2015: Jubiläumsfeier Bayerischer Hof Starnberg, Rolle: König Ludwig II
- 2018: Unter Geiern – Der Sohn des Bärenjägers, Karl-May, Festspiele Burgrieden, Häuptling Schwerer Mokassin
- 2022: Michel aus Lönneberga, Regionentheater, Regie: Andreas Jendrusch

## Hörbuch und Hörspiel
- 2025: Hörbuch - Vom Abendteuer zum Alptraum, Walter Vugrin, Amazon
- 2023: Hörbuch – Crescent Hill, Wunderkind Audiobooks
- 2023: Hörspiel – Die Yacht des Oligarchen: Die größten Fälle des BND 9, Audioquants

## Synchronsprecher (Auswahl)
- 2019: Arrow, The CW Network, diverse
- 2019: Total Dramarama, Cartoon Network, diverse
- 2020: Kino: Semper Fi, Rolle Lieutenant
- 2021: Kino: Cry Macho, Clint Eastwood, Rolle: Captain Garcia

## Preise und Auszeichnungen
- 2011: Versionale, Jurypreisauszeichnung für Wilhelm Tell, Versionale, Regie: Stephanie Paschke, Wallgraben Theater Freiburg
- 2020: official selection 29 Euroshorts Baku International Film Festival für „Verzeih mir, Vater“
- 2020: Biberacher Filmfestspiele im Wettbewerb.
- 2021: Camgaroo Award: „Verzeih, mir Vater“